# Dan Frost
Dan Frost (Frederiksberg, 22 maggio 1961) è un ex pistard e dirigente sportivo danese, campione olimpico della corsa a punti ai Giochi di Seul 1988.

## Carriera
Ciclista dilettante su pista dal 1980 al 1992, vinse la medaglia d'oro olimpica nella gara di corsa a punti ai Giochi di Seul 1988, precedendo l'olandese Leo Peelen; fu inoltre campione del mondo di specialità nel 1986 a Colorado Springs, dopo essere stato bronzo iridato l'anno prima. Non passò mai professionista.
Dopo il ritiro è stato per otto stagioni, dal 2006 al 2013, direttore sportivo del team CSC/Saxo Bank, affiancando Bjarne Riis; nel 2014 ha invece fatto parte dello staff tecnico del Team Sky.

## Piazzamenti

### Competizioni mondiali
- Giochi olimpici

Los Angeles 1984 - Inseguimento a squadre: 5º
Seul 1988 - Inseguimento a squadre: 8º
Seul 1988 - Corsa a punti: vincitore
Barcellona 1992 - Corsa a punti: 15º